# Ami Yamamoto
Ami Yamamoto (japanisch 山本 亜美 Yamamoto Ami; * 19. April 2002 in der Präfektur Shiga) ist eine japanische Hürdenläuferin, die sich auf die 400-Meter-Distanz spezialisiert hat.

## Sportliche Laufbahn
Erste internationale Erfahrungen sammelte Ami Yamamoto im Jahr 2023, als sie bei den Asienmeisterschaften in Bangkok in 57,80 s auf Anhieb die Bronzemedaille über 400 m Hürden hinter der Philippinerin Robyn Brown und ihrer Landsfrau Eri Utsunomiya gewann. Zudem belegte sie mit der japanischen 4-mal-400-Meter-Staffel in 3:35,26 min den vierten Platz. Anschließend gelangte sie bei den World University Games in Chengdu mit 57,19 s auf Rang fünf. Kurz darauf schied sie bei den Weltmeisterschaften in Budapest mit 57,76 s in der ersten Runde aus, ehe sie bei den Asienspielen in Hangzhou in 57,66 s den siebten Platz belegte. 2025 verpasste sie bei den Asienmeisterschaften in Gumi mit 58,40 s den Finaleinzug.
In den Jahren von 2021 bis 2024 wurde Yamamoto japanische Meisterin im 400-Meter-Hürdenlauf sowie 2024 auch in der 4-mal-400-Meter-Staffel.

## Persönliche Bestleistungen
- 400 m Hürden: 56,06 s, 4. Juni 2023 in Osaka